# Герой Арцаха
Герой Арцаха — государственная награда непризнанной Нагорно-Карабахской Республики, которая присваивалась за особо значимые заслуги перед государством. Звание Героя Арцаха представляло собой особый вид государственных наград НКР и возглавляло их иерархию. Герою Арцаха вручался в знак особого отличия орден «Золотой Орёл».

## Сведения о статуте
Звание Героя Арцаха присваивалось указами Президента НКР «за исключительные заслуги в деле защиты государства, укрепления его экономической мощи и создания значительных национальных ценностей». Награждённые могли быть как гражданами НКР, так и гражданами других государств. Звание Героя Арцаха не могло быть присвоено повторно одному и тому же лицу.

## Права и обязанности награждённых
Согласно законам непризнанной НКР, награждённые пользовались некоторыми привилегиями. После смерти награждённого родственники имели право хранить медаль у себя как память или передать в музей. При утрате награды дубликат, как правило, не выдавался, за исключением случаев, когда утрата происходила во время боевых действий.

## Список награждённых
По состоянию на июль 2021 года звания Героя Арцаха было удостоено 52 человека, часть из них — посмертно.
- Бабаян, Самвел Андраникович (1997, лишён звания в 2001[4])
- Саргсян, Вазген Завенович (1998)
- Мелконян, Монте (21.09.1999, посмертно)
- Оганян, Сейран Мушегович (сентябрь, 1999)[5]
- Гулян, Ашот Амаякович (1999, посмертно)
- Иванян, Христофор Иванович (1.09.2000, посмертно)[6]
- Григорян, Манвел Секторович (2000)[7]
- Карапетян, Самвел Джамилович (2000)[8]
- Баласанян, Виталий Микаелович (2002)
- Акопян, Мовсес Грантович (2.09.2002)
- Балаян, Зорий Айкович (2.09.2006)
- Вардеванян, Ваагн Вагинакович (2006, посмертно)
- Гарамян, Аршавир Суренович[9]
- Гукасян, Аркадий Аршавирович (10.12.2008) («за исключительные заслуги перед Нагорно-Карабахской Республикой и в связи с годовщиной принятия Конституции НКР»)[10]
- Тер-Тадевосян, Аркадий Иванович (8.05.2009) («за исключительные заслуги перед Нагорно-Карабахской Республикой в деле организации обороны, проявленную храбрость и личную отвагу»)[11][12]
- Гевондян, Петрос Аршалуйсович, (07.05.2001, посмертно)[13][14]
- Погосян, Юра Вагаршакович, (2002, посмертно)
- Гаспарян, Жора Саакович, (08.05.2006)[15]
- Паргев (Мартиросян), архиепископ (2014)[16]
- Мегрян, Шаген Зинаворович (24.10.2014, посмертно, «за исключительные заслуги, храбрость и личную отвагу, проявленные в деле организации обороны Нагорно-Карабахской Республики»)[17][18]
- Галстян, Жанна Георгиевна, председатель постоянной комиссии Национального Собрания НКР по обороне, безопасности и законности (8.05.2015, «За исключительные заслуги перед Нагорно-Карабахской Республикой»)[19]
- Абаджян, Роберт Александрович, младший сержант (8.05.2016, посмертно, «за исключительную храбрость и мужество, проявленные при защите государственной границы НКР в ходе широкомасштабных военных действий, предпринятых противником в период с 2 по 5 апреля 2016 года»)[20][21]
- Агабекян, Артур Александрович, генерал-лейтенант (2017), депутат национального собрания Арцаха[22]
- Кочарян, Роберт Седракович, первый президент Нагорно-Карабахской Республики[23]
- Саргсян, Серж Азатович[24]
- Азгалдян, Леонид Рубенович (31.08.2019, посмертно)[25]
- Балаян, Владимир Алексеевич (31.08.2019, посмертно)[25]
- Урфанян, Арменак Мерсович (29.08.2020, посмертно)[26]
- Мкртчян, Артур Асланович (29.08.2020, посмертно)[26]
- Джалавян, Карен Агасиевич (02.10.2020)[27]
- Григорян, Давид Лёваевич (04.10.2020)[28]
- Маркосян, Эдгар Эдвардович (04.10.2020)[28]
- Алавердян, Юра Айкарамович (04.10.2020)[28]
- Шакарян, Сергей Славикович (04.10.2020)[28]
- Газарян, Давид Ваникович (04.10.2020, посмертно)[28]
- Князян, Армен Артаваздович (12.10.2020, посмертно)[29]
- Арутюнян, Александр Иванович (герой) (17.10.2020, посмертно)[30]
- Ованнисян, Менуа Арменович (21.10.2020, посмертно)[31]
- Арутюнян, Джалал Анатольевич (28.10.2020)[32]
- Барсегян, Сурен Мишаевич (герой) (29.10.2020)[33]
- Мелкумян, Арарат Микаелович (22.11.2020)[34]
- Гаспарян, Рустам Рафикович, (25.12.2020, посмертно)[35]
- Айрумян, Унан Нельсонович[36]
- Шакарян, Карен Шагенович[36]
- Арутюнян, Акоп Валодяевич (посмертно)[36]
- Мурадян, Игорь Маратович (посмертно)[36]
- Ширинян, Виген Мирзаджанович (посмертно)[36]
- Ованнисян, Нарек Варужанович (посмертно)[36]
- Товмасян, Товмас Сейранович (посмертно)[36]
- Арушанян, Давид Николаевич (посмертно)[36]
- Казарян, Самвел Гегамович (посмертно)[36]
- Маркарян, Ален Левонович (посмертно)[36]